# Olivetti Lettera 32

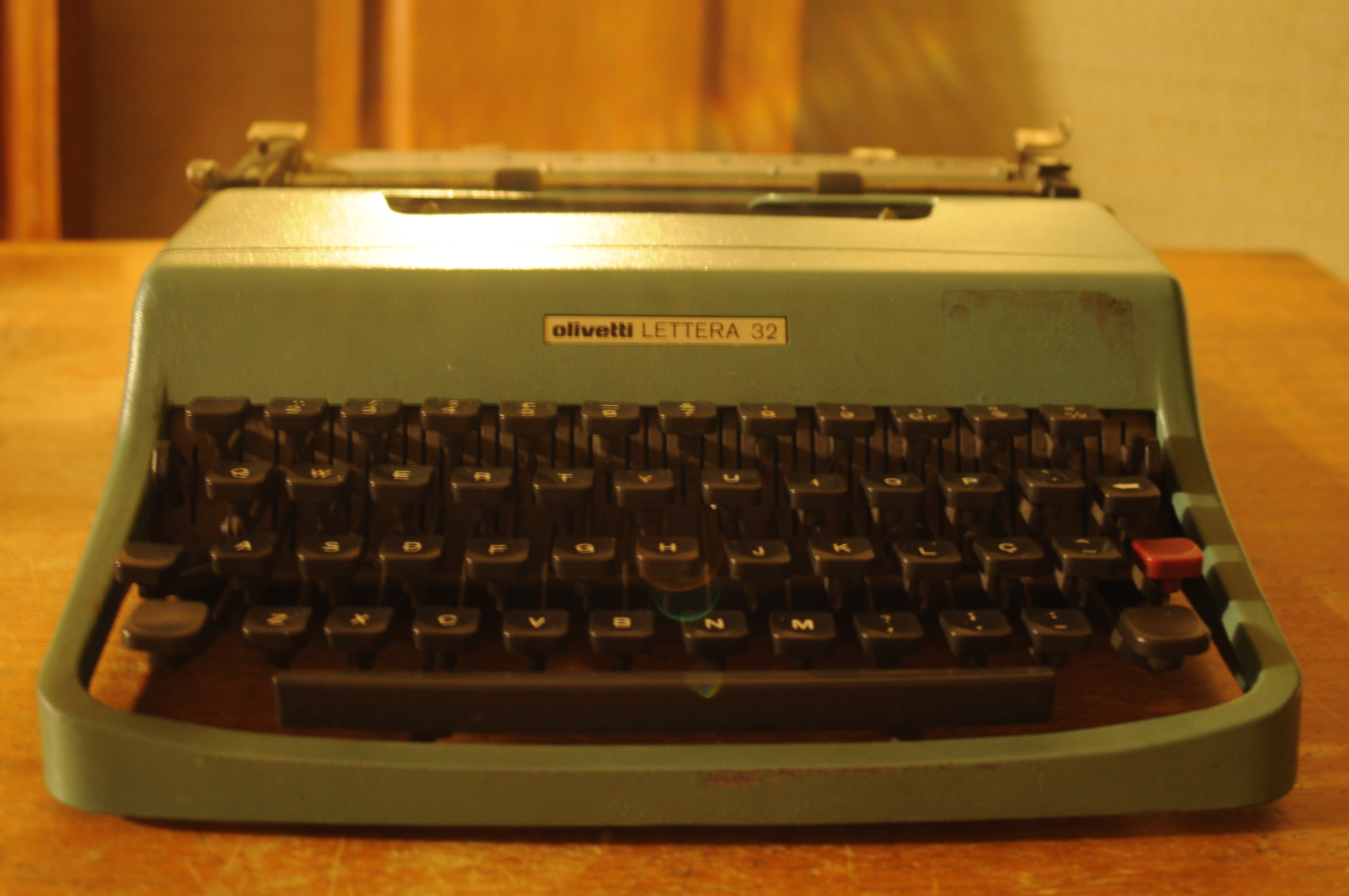
Uma Olivetti Lettera 32.

A Olivetti Lettera 32 é uma máquina de escrever portátil criada por Marcello Nizzoli em 1963 como sucessora da popular Olivetti Lettera 22. A máquina de escrever foi popular entre jornalistas e estudantes.  
Têm a medida de 34x35x10 cm (com a carretilha móvel aumentando de 1-2 centímetros sua altura), tornando-a portátil para o padrão do seu tempo, embora o peso de 5.9 kg possa limitar sua portabilidade.

## Mecanismo
A Lettera 32 aciona o mecanismo da fitilha, que entrelaça a fita, para cima ou para baixo, alterando a posição da letra maiúscula ou minúscula. A máquina de escrever carrega uma fita duplo colorida em preto e vermelho; há uma pequena alavanca na parte superior direita do teclado usada para controlar a posição da fita, datilografando em preto, vermelho ou sem cor (para chapas mimeográficas)     
O movimento da fita, a qual também ocorre em cada movimento da tecla, volta automaticamente quando não existe mais fita no carretel esquerdo; dois sensores mecânicos, localizados perto de cada um dos carretéis, movem-se quando colocados em tensão (indicando o fim da fita), ligando o carretel ao mecanismo de transporte da fita e o separando do segundo.
O mecanismo é bastante similar com a da Lettera 22.

## Teclado

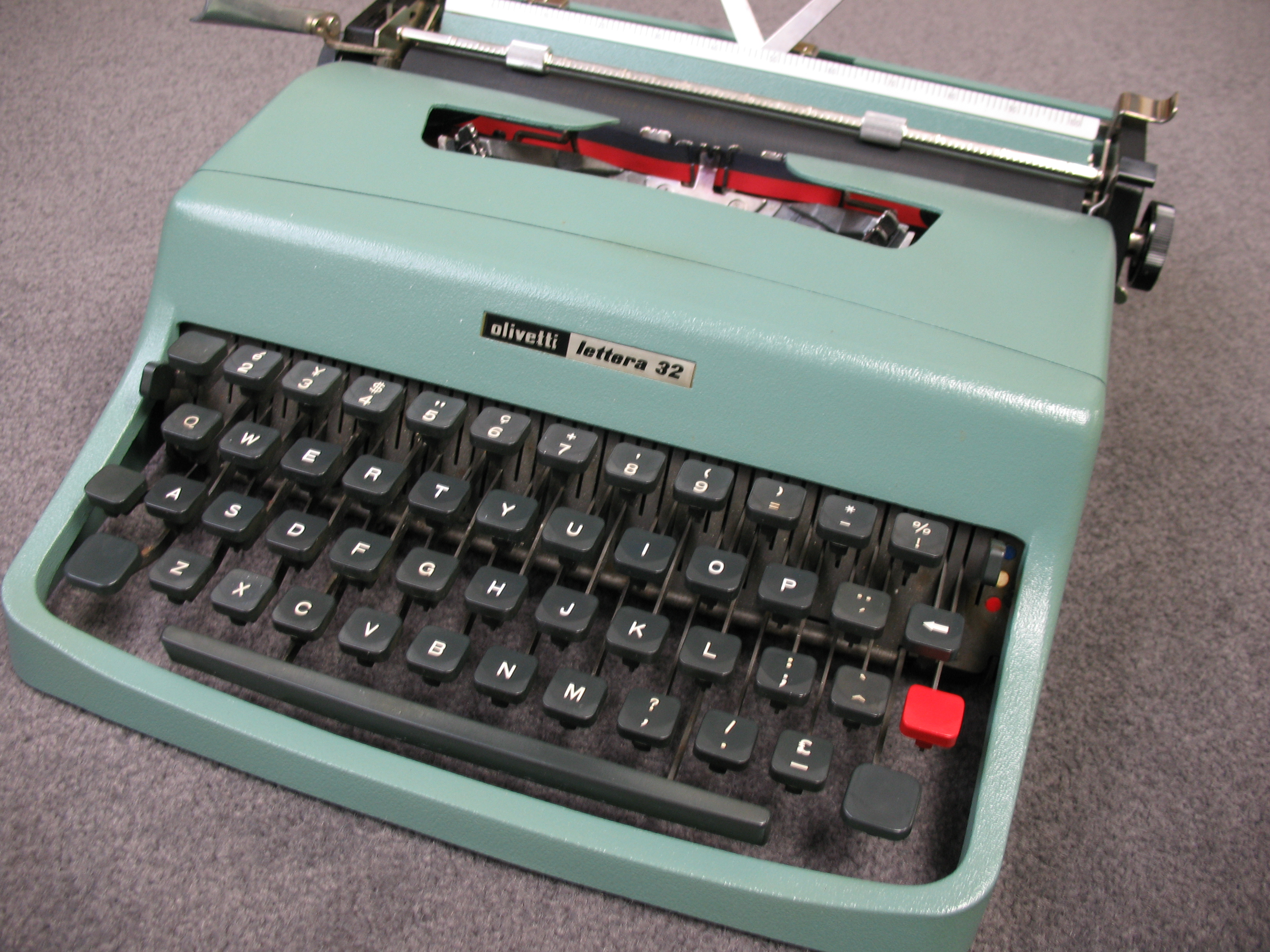
Olivetti Lettera 32 com uma das disposições de seu teclado.

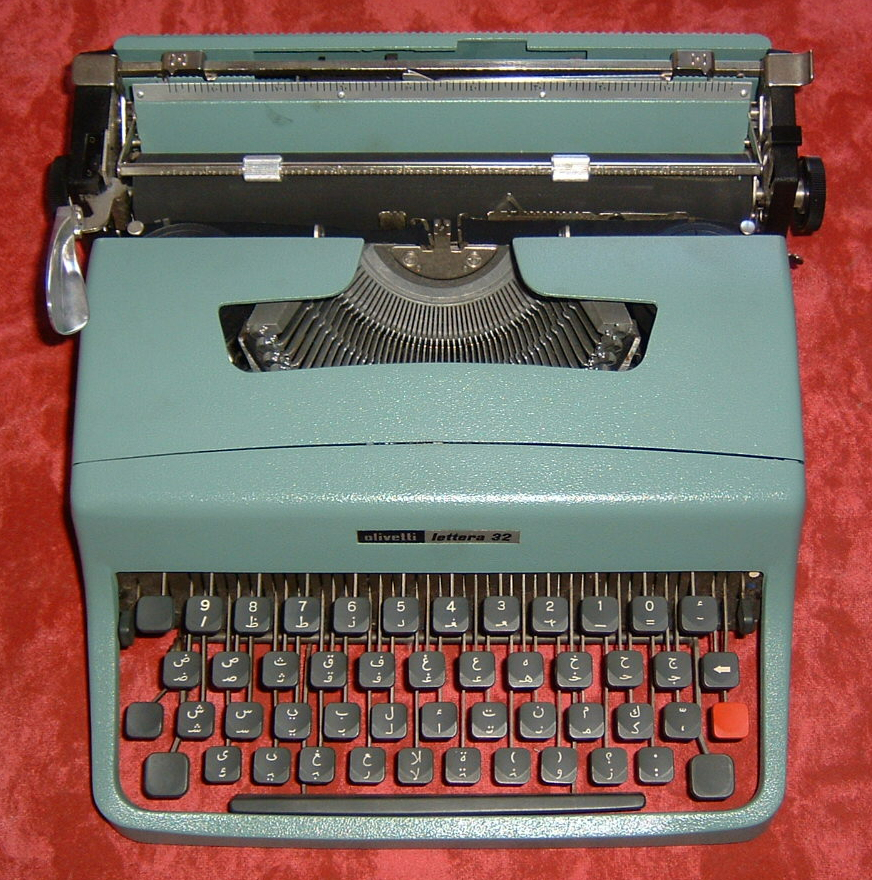
Uma Olivetti 32 em árabe.

O teclado tecla utiliza o QWERTY, AZERTY, entre outros tipos dependendo do modelo. Sem contar com as teclas indispensáveis, incluí uma barra de espaço, duas  para alternar entre maiúscula e minúscula (tecla shift nos computadores atuais), uma para manter a letra maiúscula (atual caps lock) e uma para retornar a tecla (backspace). 
Aparentemente a máquina não apresenta o número 1, que deve ser substituído pela minúscula l. Embora seja uma ausência estranha nos dias de hoje, era comum entre as máquinas de escrever mais antigas. Também não existe a barra de exclamação no teclado; ao invés disso, é necessário utilizar o ponto final (.), retornar uma tecla e pressionar o apóstrofo (').

## Na cultura popular
Cormac McCarthy usou uma Olivetti Lettera 32 para escrever praticamente todas suas obras de ficção, roteiros e correspondências (incluindo o romance No Country for Old Men), totalizando mais de cinco milhões de palavras. Essa Lettera, comprada em 1963, foi leiloada em 4 de dezembro de 2009 por mais de $254.500, dez vezes mais que o estimado de $20.000. McCarthy a substituiu por uma máquina de escrever do mesmo modelo, só que em melhores condições, por $20.